# 아나콘다 2: 사라지지 않는 저주
《아나콘다 2: 사라지지 않는 저주》(영어: Anacondas: The Hunt for the Blood Orchid)는 2004년에 개봉한 미국의 액션 모험 공포 영화이다. 아나콘다를 소재로 한 작품이다. 《아나콘다》(1997)와 서사상 연결되지 않는 속편이다.
2008년 7월 26일 데이비드 해슬호프가 주연한 텔레비전 영화 속편 《아나콘다 3》(Anaconda 3: Offspring)이 Syfy에서 방영되었다.

## 줄거리
잭 바이런 박사, 고든 미첼, 샘 로저스, 게일 스턴, 콜 버리스, 벤 더글러스 박사 등 뉴욕의 제약 회사 웩설 홀이 후원하는 연구진이 젊음의 샘처럼 사용할 수 있다고 믿는 "피의 난초"를 찾기 위해 보르네오의 정글을 향해 떠난다. 잭은 가이드인 빌 존슨 선장과 파트너인 트란 우에게 안전하지 않은 길을 가도록 설득한다.
배는 폭포를 넘으려다가 산산조각이 나고 거대한 아나콘다가 물에서 나타나 벤을 삼켜버린다. 나머지 팀원들은 강에서 탈출한다. 빌은 그렇게 큰 뱀은 평생 본 적이 없으며 그 뱀이 다시 배고픔을 느끼려면 몇 주가 걸릴 것이라고 보증한다. 그럼에도 팀원 대부분은 원정 철회를 요구한다. 이들은 강에 사는 빌의 친구 존 리빙스턴을 찾아갔다가 리빙스턴도 공격을 당해 그의 배가 난파된 것을 발견하는데...

## 출연진
- 모리스 체스트넛 - 고든 미첼 역
- 샐리 리처드슨휫필드 - 게일 스턴 역
- 매슈 마즈든 - 잭 바이런 박사 역
- 유진 버드 - 콜 버리스 역
- 케이디 스트리클런드 - 샘 로저스 역
- 조니 메스너 - 빌 존슨 역
- 칼 윤 - 트란 우 역
- 니컬러스 곤잘레즈 - 벤 더글러스 박사 역
- 앤디 앤더슨 - 존 리빙스턴 역
- 니컬러스 호프 - 크리스천 밴다이크 역